# Extra ecclesiam nulla salus
Extra ecclesiam nulla salus ist die gewöhnlich zitierte Kurzfassung eines Satzes von Cyprian von Karthago, der im Original lautet: […] quia salus extra ecclesiam non est […] („[...] weil es außerhalb der Kirche kein Heil gibt [...]“). Der Grundgedanke, dass es außerhalb der katholischen Kirche kein Heil gibt, wurde in der Allgemeinen Kirchenversammlung zu Florenz (1438–1445) als Dogma festgeschrieben:

„[Die heilige römische Kirche, durch das Wort unseres Herrn und Erlösers gegründet,] glaubt fest, bekennt und verkündet, daß‚ niemand außerhalb der katholischen Kirche — weder Heide noch Jude noch Ungläubiger oder ein von der Einheit Getrennter — des ewigen Lebens teilhaftig wird, vielmehr dem ewigen Feuer verfällt, das dem Teufel und seinen Engeln bereitet ist, wenn er sich nicht vor dem Tod ihr [d. i. der Kirche] anschließt. So viel bedeutet die Einheit des Leibes der Kirche, daß die kirchlichen Sakramente nur denen zum Heil gereichen, die in ihr bleiben, und daß nur ihnen Fasten, Almosen, andere fromme Werke und der Kriegsdienst des Christenlebens den ewigen Lohn erwirbt. Mag einer noch so viele Almosen geben, ja selbst sein Blut für den Namen Christi vergießen, so kann er doch nicht gerettet werden, wenn er nicht im Schoß und in der Einheit der katholischen Kirche bleibt‘ (Fulgentius).“

“Firmiter credit, profitetur et predicat nullos extra ecclesiam catholicam existentes, non solum paganos, sed nec iudeos aut hereticos atque scismaticos eterne vite fieri posse participes, sed in ignem eternum ituros, qui paratus est dyabolo et angelis eius (Mt 25,41 ), nisi ante finem vite eidem fuerint aggregati, tantum que valere ecclesiastici corporis unitatem, ut solis in ea manentibus ad salutem ecclesiastica sacramenta proficiant et ieiunia, elemosine ac cetera pietatis officia et exercitia militie christiane premia eterna parturiant, neminem que quantascunque elemosinas fecerit, et si pro Christi nomine sanguinem effuderit, posse salvari, nisi in catholice ecclesie gremio et unitate permanserit.”

Der Satz ist zu allen Zeiten theologisch kontrovers diskutiert worden. Sofern er bedeutet, dass alle Menschen, die nicht durch Taufe und Glauben zur Una Sancta Catholica et Apostolica Ecclesia, d. i. zur „Einen Heiligen Katholischen und Apostolischen Kirche“ (Großes Glaubensbekenntnis) gehören, vom ewigen Heil, dem Reich Gottes, ausgeschlossen seien, ist er vom katholischen Lehramt nur mit Einschränkungen rezipiert worden. Denn daneben hat die Lehre von besonderen und verborgenen Heilswegen Gottes immer Geltung behalten, die für all jene Menschen gelten, die niemals die Möglichkeit hatten, den katholischen Glauben kennenzulernen (etwa durch isolierte Lebensweise). So stellte Papst Pius IX. in seiner Ansprache Singulari Quadam 1854 bekräftigend und erläuternd fest:

„Im Glauben müssen wir festhalten, daß außerhalb der apostolischen, römischen Kirche niemand gerettet werden kann; sie ist die einzige Arche des Heils und jeder, der nicht in sie eintritt, muß in der Flut untergehen. Aber ebenso müssen wir sicher daran festhalten, daß von dieser Schuld vor den Augen des Herrn niemand betroffen wird, der da lebt in unüberwindlicher Unkenntnis der wahren Religion.“

Konsens innerhalb der katholischen (und großer Teile der nichtkatholischen) Theologie ist daher, dass das Heil der Menschen Ziel und Sinn des Wirkens und Opfers Jesu Christi und Daseinszweck der Kirche ist. Der „Normalzustand“ aller Menschen diesseits des Sündenfalls ist demnach Unheil, das heißt unaufhebbare Trennung von Gott, der Quelle alles Guten, und Ausgeliefertsein an die Mächte des Bösen, deren Zerstörungskraft schon jetzt erfahrbar ist und die individuell und kollektiv, zeitlich und ewig zum Tod führen.
Von der vollkommenen Liebeshingabe Jesu bis zum Kreuzestod – und nur von ihr – gehen nach christlichem Glauben Versöhnung und Heilung für jeden Menschen und für die Menschheit aus. Diese Liebeshingabe setzt sich bis ans Ende der Zeiten fort in der Verkündigung und in den Sakramenten der Kirche. Deren volle Wirksamkeit, die uneingeschränkte leibhafte Gegenwart des auferstandenen Herrn, findet sich nach katholischem Glauben nur innerhalb der Kirche, die in ungebrochener glaubensmäßiger und sakramentaler Kontinuität zu den Aposteln steht, das heißt der römisch-katholischen Kirche und den alten Ostkirchen. Insofern gilt aus katholischer Sicht im objektiven Sinn: „Nur in der Kirche wird das volle Heil angeboten.“ (vgl. Lumen gentium, Nr. 14).
Auf der subjektiven Seite, im Bereich des biografisch realisierten Glaubens und christlich-menschlichen Lebens ist dagegen sowohl mit Verlorengehen innerhalb der Kirche wie mit Gerettetwerden außerhalb der Kirche zu rechnen. In dem Maß allerdings, wie ein Mensch die Heilsmittlerschaft Christi erkannt hat, ist er verpflichtet, seiner Einsicht auch äußerlich-kirchlich zu folgen, da er sich sonst wissentlich vom Heil ausschließen würde.
Zum Ganzen vgl. die Erklärung über das Verhältnis der Kirche zu den nichtchristlichen Religionen Nostra Aetate und die Erklärung über die Religionsfreiheit Dignitatis humanae (1965) des Zweiten Vatikanischen Konzils und die Erklärung Dominus Iesus (2000) der Kongregation für die Glaubenslehre.
Cyprian versteht salus nicht in erster Linie als „ewiges Seelenheil“, sondern im Blick auf die in der Kirche vorfindbaren Heilsgüter, nämlich die rechtmäßigen Sakramente (legitima sacramenta) und die rechte Lehre (recta doctrina). Beides ist nach Cyprian nur in der Kirche, die von einem rechtmäßigen Bischof geleitet wird, zu finden. Der Satz extra ecclesiam salus non est steht also auch im engen Zusammenhang mit dem Sakramentenverständnis des Cyprian, insbesondere mit seiner Ablehnung der Gültigkeit der von Häretikern gespendeten Taufe (vgl. Ketzertaufstreit).